# Gran Premio di superbike di Misano Adriatico 1995
Il Gran Premio di Superbike di Misano Adriatico 1995 è stata la seconda prova su dodici del Campionato mondiale Superbike 1995, è stato disputato il 21 maggio sul Santamonica e ha visto la vittoria di Mauro Lucchiari in gara 1, lo stesso pilota si è ripetuto anche in gara 2.

## Risultati

Mauro Lucchiari (n. 12), mattatore del fine settimana misanese con la sua doppietta, precede su Ducati 916 il compagno di marca e poleman Carl Fogarty (n. 1).

### Gara 1

#### Arrivati al traguardo[3]
| Pos. | Nº | Pilota               | Motocicletta | Tempo     | Griglia | Punti |
| ---- | -- | -------------------- | ------------ | --------- | ------- | ----- |
| 1º   | 12 | Mauro Lucchiari      | Ducati       | 39:58.269 | 2º      | 25    |
| 2º   | 1  | Carl Fogarty         | Ducati       | +0:02.862 | 1º      | 20    |
| 3º   | 11 | Troy Corser          | Ducati       | +0:11.172 | 4º      | 16    |
| 4º   | 27 | Pierfrancesco Chili  | Ducati       | +0:23.924 | 3º      | 13    |
| 5º   | 9  | Fabrizio Pirovano    | Ducati       | +0:28.796 | 10º     | 11    |
| 6º   | 17 | Anthony Gobert       | Kawasaki     | +0:29.125 | 13º     | 10    |
| 7º   | 33 | John Reynolds        | Kawasaki     | +0:29.225 | 6º      | 9     |
| 8º   | 8  | Piergiorgio Bontempi | Kawasaki     | +0:31.217 | 7º      | 8     |
| 9º   | 5  | Simon Crafar         | Honda        | +0:37.643 | 16º     | 7     |
| 10º  | 28 | Gianmaria Liverani   | Ducati       | +0:41.805 | 9º      | 6     |
| 11º  | 4  | Andreas Meklau       | Ducati       | +0:42.288 | 14º     | 5     |
| 12º  | 19 | Adrien Morillas      | Ducati       | +0:42.521 | 21º     | 4     |
| 13º  | 25 | Yasutomo Nagai       | Yamaha       | +0:44.158 | 20º     | 3     |
| 14º  | 2  | Scott Russell        | Kawasaki     | +0:44.917 | 15º     | 2     |
| 15º  | 20 | Jochen Schmid        | Kawasaki     | +0:46.924 | 11º     | 1     |
| 16º  | 3  | Aaron Slight         | Honda        | +0:47.332 | 19º     |       |
| 17º  | 23 | Doug Polen           | Ducati       | +0:55.309 | 22º     |       |
| 18º  | 61 | Luca Pasini          | Ducati       | +0:56.865 | 8º      |       |
| 19º  | 26 | Roberto Panichi      | Honda        | +1:38.648 | 25º     |       |
| 20º  | 43 | David Jefferies      | Kawasaki     | +1 giro   | 28º     |       |
| 21º  | 58 | Aldeo Presciutti     | Ducati       | +1 giro   | 31º     |       |
| 22º  | 29 | Nick Hopkins         | Ducati       | +1 giro   | 30º     |       |
| 23º  | 32 | Ferdinando Di Maso   | Ducati       | +1 giro   | 26º     |       |
| 24º  | 70 | Eric Maillard        | Honda        | +1 giro   | 34º     |       |
| 25º  | 62 | Hugues Blanc         | Ducati       | +1 giro   | 29º     |       |
| 26º  | 69 | Gianluca Galasso     | Bimota       | +1 giro   | 32º     |       |
| 27º  | 48 | Anders Rasmussen     | Yamaha       | +1 giro   | 35º     |       |
| 28º  | 38 | Andrea Perselli      | Ducati       | +2 giri   | 27º     |       |

#### Ritirati
| Nº | Pilota            | Motocicletta | Giri     | Griglia |
| -- | ----------------- | ------------ | -------- | ------- |
| 59 | Steve Hislop      | Ducati       | +4 giri  | 17º     |
| 21 | Massimo Meregalli | Yamaha       | +4 giri  | 12º     |
| 45 | Colin Edwards     | Yamaha       | +5 giri  | 5º      |
| 47 | Michele Gallina   | Ducati       | +8 giri  | 24º     |
| 71 | Bruno Scatola     | Kawasaki     | +10 giri | 33º     |
| 13 | Paolo Casoli      | Yamaha       | +13 giri | 18º     |
| 72 | Dario Marchetti   | Kawasaki     | +16 giri | 36º     |

### Gara 2

#### Arrivati al traguardo[4]
| Pos. | Nº | Pilota               | Motocicletta | Tempo     | Griglia | Punti |
| ---- | -- | -------------------- | ------------ | --------- | ------- | ----- |
| 1º   | 12 | Mauro Lucchiari      | Ducati       | 38:52.193 | 2º      | 25    |
| 2º   | 1  | Carl Fogarty         | Ducati       | +0:01.208 | 1º      | 20    |
| 3º   | 11 | Troy Corser          | Ducati       | +0:01.560 | 4º      | 16    |
| 4º   | 27 | Pierfrancesco Chili  | Ducati       | +0:13.176 | 3º      | 13    |
| 5º   | 8  | Piergiorgio Bontempi | Kawasaki     | +0:16.747 | 7º      | 11    |
| 6º   | 9  | Fabrizio Pirovano    | Ducati       | +0:16.902 | 10º     | 10    |
| 7º   | 4  | Andreas Meklau       | Ducati       | +0:27.106 | 14º     | 9     |
| 8º   | 2  | Scott Russell        | Kawasaki     | +0:27.674 | 15º     | 8     |
| 9º   | 33 | John Reynolds        | Kawasaki     | +0:28.558 | 6º      | 7     |
| 10º  | 5  | Simon Crafar         | Honda        | +0:30.413 | 16º     | 6     |
| 11º  | 28 | Gianmaria Liverani   | Ducati       | +0:32.388 | 9º      | 5     |
| 12º  | 20 | Jochen Schmid        | Kawasaki     | +0:37.389 | 11º     | 4     |
| 13º  | 3  | Aaron Slight         | Honda        | +0:38.327 | 19º     | 3     |
| 14º  | 19 | Adrien Morillas      | Ducati       | +0:38.567 | 21º     | 2     |
| 15º  | 59 | Steve Hislop         | Ducati       | +0:42.496 | 17º     | 1     |
| 16º  | 17 | Anthony Gobert       | Kawasaki     | +0:43.740 | 13º     |       |
| 17º  | 61 | Luca Pasini          | Ducati       | +0:47.176 | 8º      |       |
| 18º  | 25 | Yasutomo Nagai       | Yamaha       | +0:53.485 | 20º     |       |
| 19º  | 13 | Paolo Casoli         | Yamaha       | +0:53.736 | 18º     |       |
| 20º  | 29 | Nick Hopkins         | Ducati       | +1:24.044 | 30º     |       |
| 21º  | 32 | Ferdinando Di Maso   | Ducati       | +1:29.801 | 26º     |       |
| 22º  | 38 | Andrea Perselli      | Ducati       | +1:30.847 | 27º     |       |
| 23º  | 30 | Bruno Cirafici       | Suzuki       | +1:31.784 | 23º     |       |
| 24º  | 58 | Aldeo Presciutti     | Ducati       | +1:31.870 | 31º     |       |
| 25º  | 47 | Michele Gallina      | Ducati       | +1:47.838 | 24º     |       |
| 26º  | 43 | David Jefferies      | Kawasaki     | +1 giro   | 28º     |       |
| 27º  | 62 | Hugues Blanc         | Ducati       | +1 giro   | 29º     |       |
| 28º  | 70 | Eric Maillard        | Honda        | +1 giro   | 34º     |       |

#### Ritirati
| Nº | Pilota            | Motocicletta | Giri     | Griglia |
| -- | ----------------- | ------------ | -------- | ------- |
| 26 | Roberto Panichi   | Honda        | +7 giri  | 25º     |
| 21 | Massimo Meregalli | Yamaha       | +11 giri | 12º     |
| 69 | Gianluca Galasso  | Bimota       | +14 giri | 32º     |
| 45 | Colin Edwards     | Yamaha       | +14 giri | 5º      |
| 48 | Anders Rasmussen  | Yamaha       | +16 giri | 35º     |
| 23 | Doug Polen        | Ducati       | +22 giri | 22º     |